# Uhrynicze (gmina)
Uhrynicze (od 1929 Pniewno) – dawna gmina wiejska istniejąca do 1929 roku w woj. poleskim II Rzeczypospolitej (obecnie na Ukrainie). Siedzibą gminy były Uhrynicze (Угриничі).
Na początku okresu międzywojennego gmina Uhrynicze należała do powiatu pińskiego w woj. poleskim. 15 grudnia 1926 roku gmina została przyłączona do powiatu koszyrskiego w tymże województwie. 5 sierpnia 1929 roku gminę Uhrynicze przemianowano na gminę Pniewno.